# 德差乡
德差乡，是中华人民共和国四川省甘孜藏族自治州雅江县下辖的一个乡镇级行政单位。

## 行政区划
德差乡下辖以下地区：
下德差村、中德差村、上德差村、吕村和布孜村。